# Estação Alecrim I
A Estação Alecrim I é uma estação ferroviária integrante da Linha Norte do Sistema de Trens Urbanos de Natal, administrada pela Companhia Brasileira de Trens Urbanos (CBTU).
Está localizada na rua Vereador Pereira Pinto, bairro Alecrim, na cidade de Natal, capital do Estado do Rio Grande do Norte, Brasil. Situa-se entre as estações Quintas e Natal.
A estação foi inaugurada em 9 de outubro de 1982, integrando-se a Linha Norte do Sistema de Trens Urbanos de Natal.